# Scopula phyxelis
Scopula phyxelis är en fjärilsart som beskrevs av Louis Beethoven Prout 1938. Scopula phyxelis ingår i släktet Scopula och familjen mätare. Inga underarter finns listade.